# Stolon (organe)
Pour les articles homonymes, voir stolon.

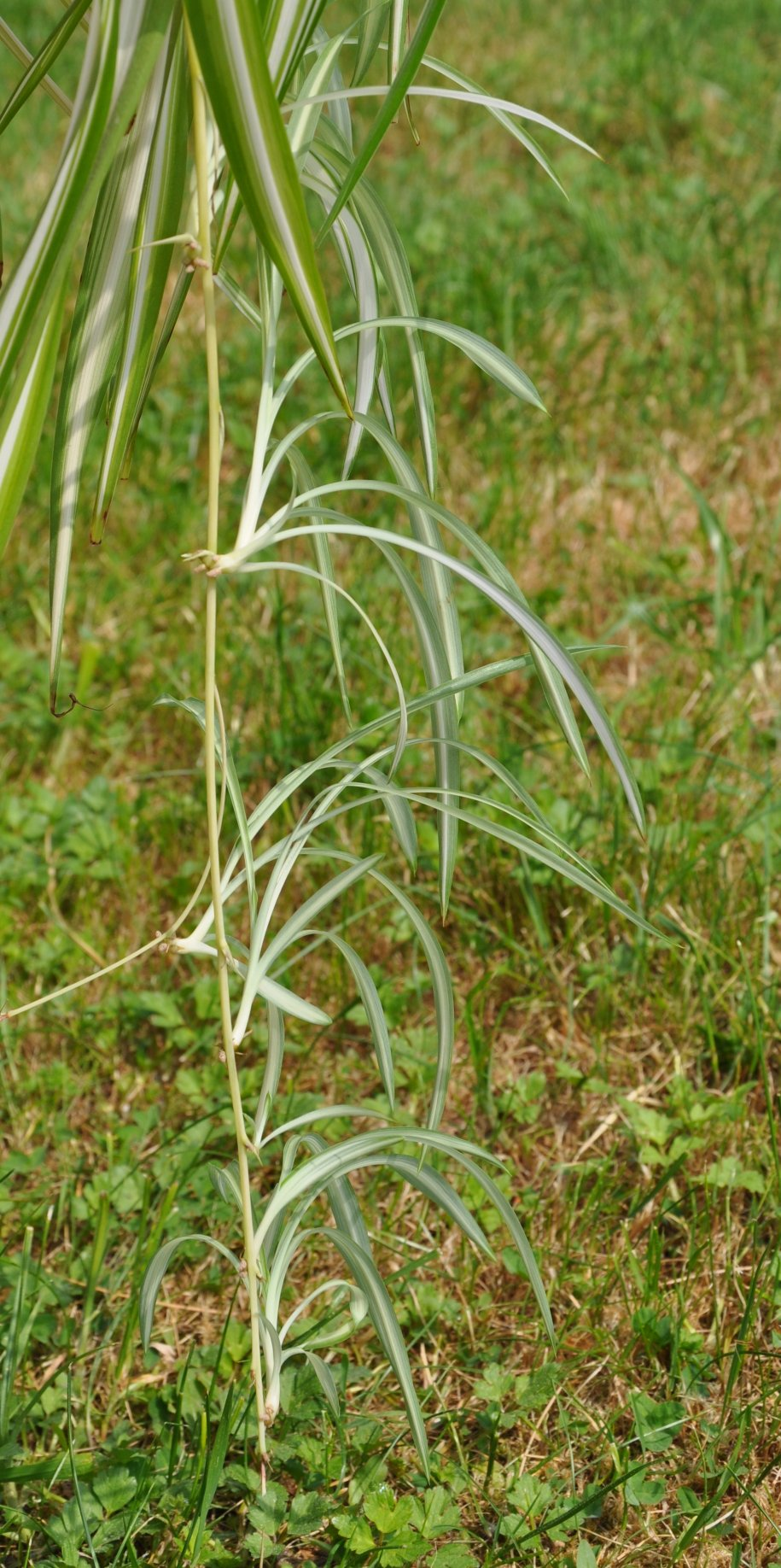
Plusieurs stolons aériens de Chlorophytum.

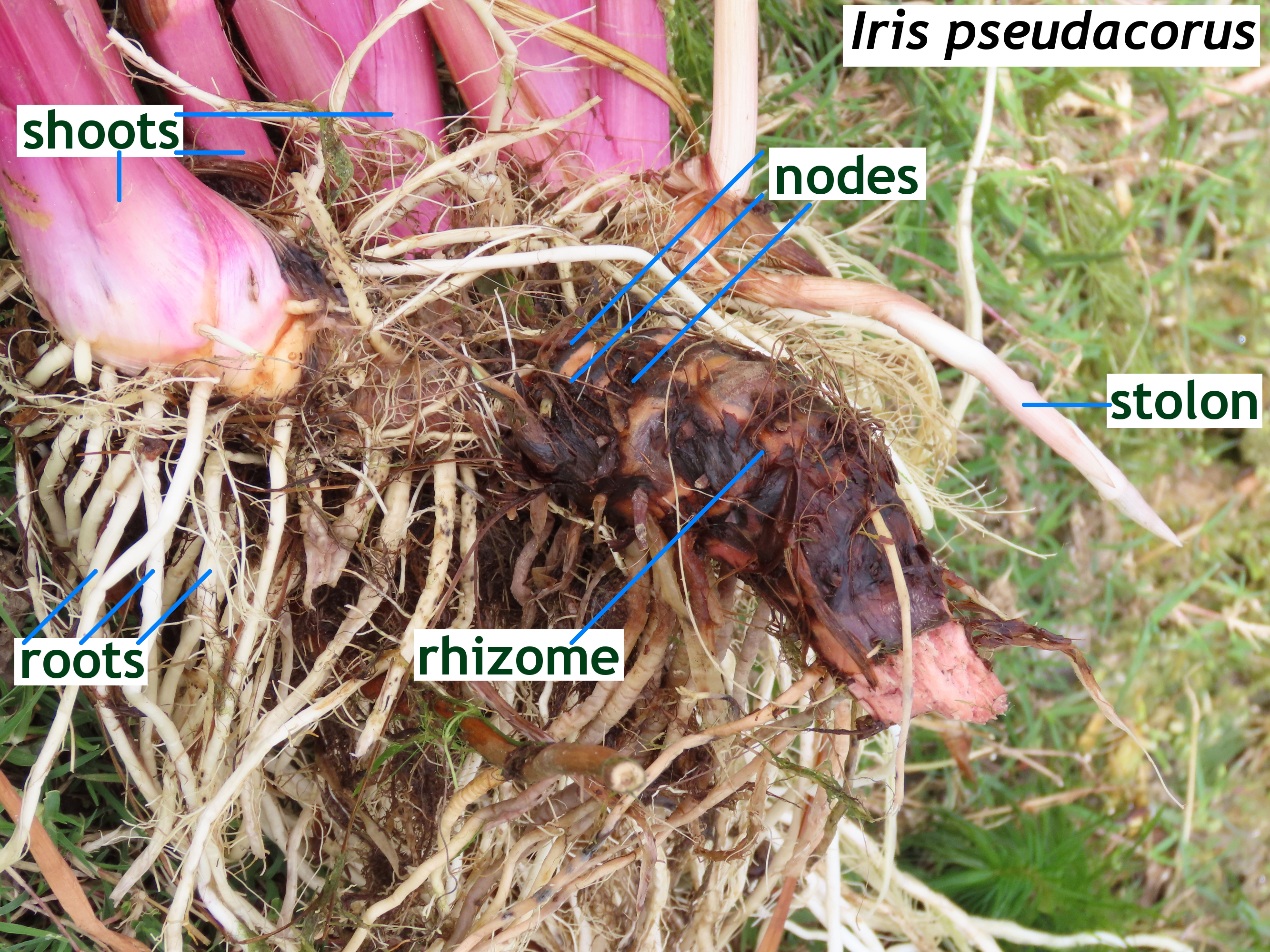
Stolons, racines, rhizomes

Le stolon est un organe végétal de multiplication végétative (forme de multiplication asexuée chez les végétaux). C'est une tige aérienne rampante ou arquée (lorsqu'elle est souterraine, on parle plus spécifiquement de drageon), contrairement au rhizome qui est une tige tubérisée souterraine et parfois subaquatique.
Il pousse au niveau du sol ou dans le sol et ne porte pas de feuilles ou uniquement des feuilles réduites à des écailles. Au niveau d'un nœud, il donne naissance à une nouvelle plante et, contrairement aux tiges radicantes, c'est à son extrémité, souvent au contact du sol.
A travers le stolon, la plante mère alimente la plante fille jusqu'à ce que cette dernière soit capable de produire ses propres biomolécules. Alors le stolon s'assèche et la plante fille devient indépendante. Notons que la plante fille est donc un clone (également nomé ramet).
Une technique de multiplication des végétaux tire parti de cet organe : le marcottage.

## Types de stolons
Les stolons peuvent être aériens (rampants ou en arceaux) ou souterrains.

### Stolons aériens

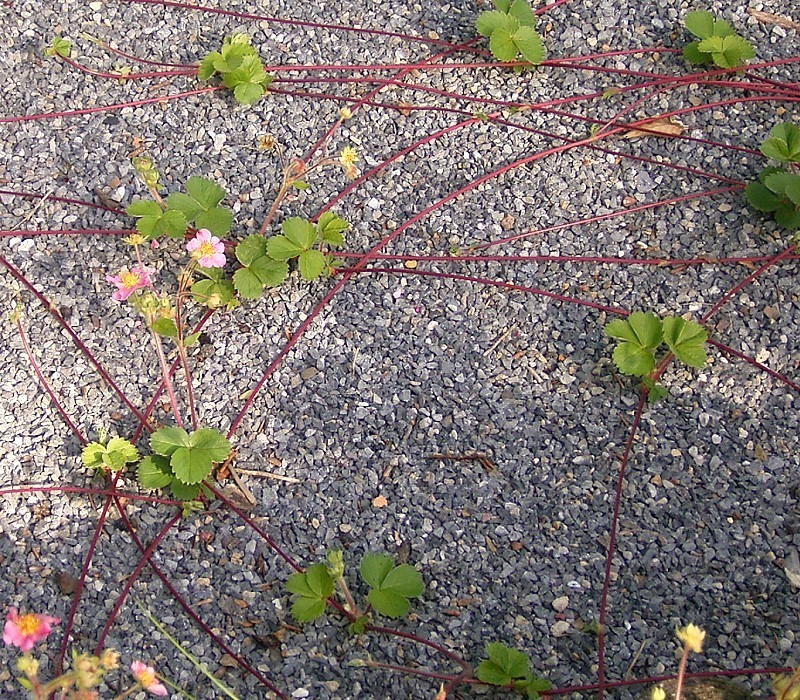
Stolons rampants rouges de Fraisier (ici Fragaria ×Potentilla).

Les stolons aériens émergent généralement près de la couronne d'une plante, se plient sous leur propre poids, touchent le sol, puis développent des plantules à leur extrémité. Ceux-ci, à leur tour, envoient des stolons par étapes pour conquérir un cercle de terrain toujours plus large.
La plante stolonifère classique est le fraisier. La plante mère émet des tiges horizontales (des stolons rampants) caractérisées par une forte croissance des entre-nœuds et un faible développement des feuilles. Les tiges s’enracinent au niveau du bourgeon terminal et une plante fille autonome se développe. Ces stolons augmentent l’aire de répartition de la plante mère.
D’autres espèces représentatives sont le trèfle blanc (Trifolium repens), la Piloselle (Hieracium pilosella), la Saxifrage stolonifère (Saxifraga stolonifera), le Pilea nain (Pilea pumila) ou encore la bugle rampante (Ajuga reptans). Parmi les espèces aquatiques, citons la Caulerpa prolifera.
Les plantes émettant des stolons aériens en arceaux projettent des tiges qui se plient en arceaux puis retouchent le sol et s’enracinent, donnant vie à une plante fille autonome. Le ronce en est un exemple, tandis que, en plante d'intérieur, on en trouve sur le Chlorophytum comosum.

### Stolons souterrains
Les stolons sont souterrains chez des plantes traçantes comme l'oyat (Ammophila arenaria), graminée des dunes des littoraux sablonneux, parfois plantée volontairement pour les stabiliser. Dans le cas des stolons souterrains le terme de drageon est utilisé.
Chez certaines plantes comme la pomme de terre, les extrémités des nombreux stolons souterrains formés par un seul pied se renflent en des tubercules qui, chez cette espèce, sont à la fois des organes de multiplication et de réserve.

### Modèle de croissance
Stolons à croissance sympodiale
Du point de vue du développement, un stolon sympodial se compose de deux entre-nœuds allongés avec une plante fille au deuxième nœud. Le premier nœud après la plante mère reste normalement dormant. Le bourgeon terminale du second nœud forme la plante fille, tandis que le bourgeon axillaire du second nœud produit le stolon sympodial suivant. Par conséquent, bien que le stolon semble continu avec des unités répétitives, il est en fait dérivé d'une série linéaire de stolons sympodiaux. On trouve par exemple ces types de stolons chez Fragaria ×ananassa (le fraisier cultivé) et Cynodon dactylon (le chiendent),.
Stolons à croissance monopodiale
Les stolons monopodiaux croissent de façon indéfinie, les ramets séparés par des internœuds sont issus de bourgeons axillaires (exemple : Fragaria pentaphylla, Glechoma longituba).

## En dehors de la botanique
C'est l'organe de bourgeonnement de certains animaux marins inférieurs. Chez certaines espèces, par exemple les ascidies Stolonica socialis, le stolon permet la reproduction asexuée par bourgeonnement. C'est un fin cordon reliant chaque individu d'une colonie à l'organisme mère, et les fait communiquer entre eux.
Les champignons (Fungi) se reproduisent également par stolons.
Pour les animaux invertébrés concernés par bourgeonnement en stolons, on parle d'exosquelette[réf. souhaitée].